# صوفي ألبركت
صوفي ألبركت (بالألمانية: Sophie Albrecht) (1 ديسمبر 1757، إرفورت في ألمانيا - 16 نوفمبر 1840، هامبورغ في ألمانيا)؛ ممثلة، كاتِبة وشاعرة ألمانية.

## حياتها
ولدت صوفي ألبركت لعائلة بومر، و كان والدها أستاذًا للطب في جامعة إرفورت حتى وفاته عندما كانت صوفي في الرابعة عشرة من عمرها، تزوجت صوفي في سن الخامسة عشرة من الدكتور يوهان فريدريش إرنست ألبريشت، الذي كان أحد طلاب والدها، في عام 1776 سافر فريدريش وصوفي إلى ريفال (الآن تالين،إستونيا)، حيث كان فريدريش الطبيب الشخصي لكونت مانتيفيل، هناك قام فريدريش بتحرير مختارات أدبية تضمنت أول قصائد صوفي المنشورة، عاد آلبرخت إلى إرفورت عام 1781 بسبب تدهور صحة والدة صوفي بعدها توفيت والدتها في العام التالي في إرفورت، في سن الخامسة والعشرين نشرت صوفي أول كتاب شعر لها وبدأت بالتمثيل.
1. ↑  مشروع مكتبة الموسيقى الدولية | Sophie Albrecht، QID:Q523660
2. ↑  Katherine R. Goodman & Edith Waldstein (1992). In the Shadow of Olympus : German women writers around 1800. Albany: State University of New York Press. ص. 18. ISBN:0-7914-0743-8. مؤرشف من الأصل في 2019-12-15.
3. ↑  Dupree، Mary Helen. The Mask and the Quill. Bucknell University Press. ص. 64–99.
4. ↑  Royer، Berit C. R. (2015). Sophie Albrecht, ein künstlerisches Phänomen in Literatur und Theater des 18. Jahrhunderts. Gender, Rezeption und die Arbeitsgemeinschaft mit ihrem Ehemann. - Verehrt, verflucht, vergessen: Leben und Werk von Sophie Albrecht und Johann Friedrich Ernst Albrecht (ط. 1). Hannover, Germany: Wehrhahn. ص. 321. ISBN:978-3-86525-447-4.
5. ↑  An Encyclopedia of continental women writers. New York: Garland Pub. 1991. ISBN:0-8240-8547-7. OCLC:23141262. مؤرشف من الأصل في 2022-09-22.